# Gobbi Hilda-díj
A Gobbi Hilda-díjat a MASZK Országos Színészegyesület kezdeményezésére, a Nemzeti Kulturális Örökség Minisztériuma és a MASZK alapította 2001-ben, a színészek erkölcsi megbecsülése és a társadalmi rangjának emelése céljából a pályájuk delén túl lévő színészek számára.
A Gobbi Hilda „Életmű”-díjat azok a színészek kaphatják, akik több évtizede működnek a pályán, és semmiféle állami művészeti díjat nem kaptak. A díjazottakat a beérkező javaslatokból a MASZK vezetősége, mint kuratórium választja ki.
A Színházi világnap (március 27.) alkalmával adják át. Évente egy személy kaphatja.

## Díjazottak
- 2025 – Szerémi Zoltán,  a szombathelyi Weöres Sándor Színház tagja [1]
- 2024 – Zsurzs Kati[2]
- 2023 – Bende Ildikó, a Győri Nemzeti Színház tagja[3]
- 2022 – Stenczer Béla, a Pécsi Nemzeti Színház tagja[4]
- 2021 – Blasek Gyöngyi, a Budapest Bábszínház tagja[5]
- 2020 – Éless Béla[6]
- 2019 – Baranyi László, a József Attila Színház tagja[7]
- 2018 – Czegő Teréz, a zalaegerszegi Hevesi Sándor Színház tagja[8]
- 2017 – Réti Erika, a kecskeméti Katona József Színház színművésze, örökös tagja[9]
- 2016 – Rácz Tibor, a Szegedi Nemzeti Színház tagja[10]
- 2015 – Papp János[11]
- 2014 – Barkó György, a Pécsi Nemzeti Színház egykori tagja[12]
- 2013 – Pándy Lajos, a Vígszínház tagja
- 2012 – Gyimesi Pálma, a Vígszínház tagja
- 2011 – N. Szabó Sándor, a Pécsi Nemzeti Színház örökös tagja
- 2010 – Láng József, a József Attila Színház tagja
- 2009 – Makay Sándor, a soproni Petőfi Színház művésze
- 2008 – Szatmári Liza, a Vígszínház tagja
- 2007 – Sebestyén Éva, a szolnoki Szigligeti Színház művésze
- 2006 – Turgonyi Pál, a budapesti József Attila színház művésze
- 2005 – Kenderesi Tibor, a budapesti Vígszínház művésze
- 2004 – Marik Péter, az Operettszínház tagja
- 2003 – Szilágyi István, a Győri Nemzeti Színház művésze
- 2002 – Mednyánszky Ági, a budapesti Operett Színház örökös tagja
- 2001 – Péter Gizi, a Pécsi Nemzeti Színház művésze